# 逃出搶錢鎮
《逃出搶錢鎮》（英語：Greedy People）是一部2024年美國犯罪喜劇片，由波西·彭西羅利（Potsy Ponciroli）執導，麥可·武凱丁諾維奇（Michael Vukadinovich）編劇，希姆許·帕托、莉莉·詹姆斯與喬瑟夫·高登-李維主演，其他演員包括賽門·雷克斯、提姆·布雷克·尼爾森、裘伊·羅倫·亞當斯、烏佐·阿杜巴和吉姆·加菲根。電影講述一座島嶼小鎮發生了謀殺案，還出現了來路不明的100萬美元現金，負責辦案的兩名警察面對金錢的誘惑，做出的決定將改變命運。
本片由獅門定檔2024年8月23日在美國院線上映。

## 劇情
威爾·雪萊警官帶著妻子佩姬搬到一座小島城鎮普羅維登斯（Providence）。在他新工作的第一天，墨菲隊長向威爾介紹了新搭檔泰瑞·布羅根。當泰瑞因與已婚女友于燕通姦時，威爾誤將車內發生性行為的通報代碼聽成入室盜竊。聯絡不上泰瑞的威爾獨自前往報案人維吉妮亞·切特洛的家，但不小心朝維吉妮亞的身旁開槍；維吉妮亞被激怒並襲擊了威爾，但自己意外遭桌子的木樁刺穿腦袋而亡。泰瑞和威爾認定此次意外都將害自己丟飯碗；泰瑞在客廳裡發現了一袋達100萬美元的現金，於是將房子佈置得像一場入室盜竊，掩蓋為謀殺案。
威爾即將成為父親，泰瑞計劃與女友私奔，決定在事件過後分錢，於是先將錢藏在泰瑞的一個貨櫃中。那天晚上，威爾回家向佩姬坦白了謀殺案和金錢，但將謀殺歸咎於泰瑞。佩姬邀請泰瑞共進晚餐，以試探對方；晚餐讓佩奇明顯對泰瑞感到不舒服。與此同時，維吉妮亞的丈夫華勒斯，也是島上唯一的海鮮供應商，懇求警方找到殺害妻子的兇手。墨菲懷疑是華勒斯自導自演，所以要求威爾和泰瑞進行調查；他們發現華勒斯的生意一直在虧損。兩人決定誣陷華勒斯因維吉妮亞的大額人壽保險索賠而殺害了她。但華勒斯的秘書黛博拉聲稱，謀殺發生時華勒斯就在自己身邊。威爾和泰瑞隨後發現華萊士與黛博拉有染。然而，監視器鏡頭證明華勒斯沒有殺死妻子。
警官們不知道的是，在威爾意外殺死維吉妮亞的那天，華勒斯僱用了一名哥倫比亞殺手來殺死她。華勒斯隨後認為「哥倫比亞人」殺死了妻子並拿走了自己的錢。一次會面後，華勒斯得知維吉妮亞在哥倫比亞人動手前便遭殺害。華勒斯仍得付錢給哥倫比亞人，且避免被當成嫌疑犯而無法與黛博拉私奔。他知曉維吉妮亞的按摩師凱斯與妻子有染，懷疑是他殺人並拿走了錢。案發當天，凱斯在切特洛家中撞見了威爾和泰瑞的行徑，並偷偷地溜出房子。基斯和母親已計劃從泰瑞的貨櫃上偷錢；當他們準備離開時，凱斯遇到了華勒斯，並被指控偷了錢。衝突加劇後，凱斯的母親開槍打死了華勒斯，難過的黛博拉則下車殺死了凱斯母子。威爾目睹了這場屠殺，認為自己將維吉妮亞的死歸咎於死亡的任何一方。
同時，佩姬擔心泰瑞會殺死威爾並拿走錢，於是僱用殺手「愛爾蘭人」殺死特里，並拿了貨櫃的錢來付錢給對方。愛爾蘭人在暗殺行動中失手，並被于燕用魚叉槍刺死。泰瑞懷疑威爾僱用了殺手，要求威爾出示錢來證明自己的清白，但當他們到達倉庫時錢已不翼而飛。威爾在特里的槍口下被迫致電給佩姬，佩姬證實自己相信泰瑞會殺了他們，於是私下拿走了錢。泰瑞發現威爾將維吉妮亞之死推給他，一氣之下槍殺了威爾。
佩姬試圖帶著錢逃離島嶼，但被泰瑞追上。威爾早懷疑泰瑞與威爾的墨菲；她在發現的屍體後，對泰瑞發出通緝，並致電給佩姬。佩姬稱泰瑞殺死維吉妮亞，然後又殺死了威爾，現在正在追自己。泰瑞向佩姬持槍並解釋自己的清白，但隨後被墨菲開槍打死。佩姬後來在醫院生下了兒子，墨菲審問她但未果。當墨菲離開房間時，哥倫比亞人進來並殺死了佩姬、拿走了錢。帶槍的黛博拉打算在電梯裡殺死哥倫比亞人，但最後兩人雙雙殞命。後來墨菲收養了威爾和佩姬的兒子，但仍永遠不完全明白事情的真相。

## 演員
- 喬瑟夫·高登-李維飾演泰瑞·布羅根警官（Officer Terry Brogan）
- 希姆許·帕托飾演威爾·雪萊警官（Officer Will Shelley）
- 莉莉·詹姆斯飾演佩姬（Paige）
- 提姆·布雷克·尼爾森飾演華勒斯·切特洛（Wallace Chetlo）
- 崔西·洛茲（英语：Traci Lords）飾演維吉妮亞·切特洛（Virginia Chetlo）
- 裘伊·羅倫·亞當斯飾演波貝特（Bobette）
- 烏佐·阿杜巴飾演墨菲（Murphy）
- 吉姆·加菲根（英语：Jim Gaffigan）飾演愛爾蘭人（Irishman）
- 賽門·雷克斯飾演凱斯·克勞福德（Keith Crawford）
- 妮娜·阿里安达飾演黛博拉（Deborah）
- 内娃·豪威尔（Neva Howell）飾演克勞福德夫人（Ms. Crawford）
- 傑西·瑪利亞·耶茲皮克（英语：José María Yazpik）飾演哥倫比亞人（The Colombian）
- 朱英玲（Yingling Zhu）飾演于燕（Yu Yan）

## 製作
本片最初名為《普羅維登斯的問題》（The Problem with Providence），或《普羅維登斯》（Providence）。2022年5月，電影宣布開拍，莉莉·詹姆斯、喬瑟夫·高登-李維與希姆許·帕托擔綱主演，由博伊斯席勒娛樂公司（Boies Schiller Entertainment）和藏身處影業資助並製作（Hideout Pictures），大衛·博伊斯、扎克·席勒（Zack Schiller）、夏儂·霍金斯（Shannon Houchins）、迪倫·塞勒斯（Dylan Sellers）及克里斯·帕克（Chris Parker）擔任監製。電影由波西·彭西羅利（Potsy Ponciroli）執導，麥可·武凱丁諾維奇（Michael Vukadinovich）編劇；彭西羅利先前與藏身處在《荒野大決鬥》（2021年）中合作。5月13日，據透露，提姆·布雷克·尼爾森、烏佐·阿杜巴、賽門·雷克斯、妮娜·阿里安达、吉姆·加菲根、傑西·瑪利亞·耶茲皮克和裘伊·羅倫·亞當斯已加入演出陣容。
本片2022年5月9日至6月11日於北卡羅來納州紹斯波特進行主要拍攝。2023年10月，電影更名為《逃出搶錢鎮》（Greedy People）。

## 發行
2024年2月，獅門公司獲得了本片的美國發行權；其印度分部也從史密斯先生娛樂公司手中獲得了印度和菲律賓的發行權。電影2024年8月23日在美國院線和隨選視訊（VOD）上映。

## 反響
本片在影評界口碑褒貶不一。在爛番茄網站上根據44名影評人的評分，新鮮度達61%，平均得分6／10。該網站的共識影評：「喬瑟夫·高登-李維在《逃出搶錢鎮》中扮演具有有趣精明的傻瓜，但電影被拿來對比該類型更好的例子之下顯得不討喜，可謂一部雜亂的犯罪喜劇。」在Metacritic網站上，電影根據6名影評人的評分，取得45分（滿分100），象徵「好壞參半的評價」。

## 外部連結
- 互联网电影数据库（IMDb）上《逃出搶錢鎮》的资料（英文）